# Babson College

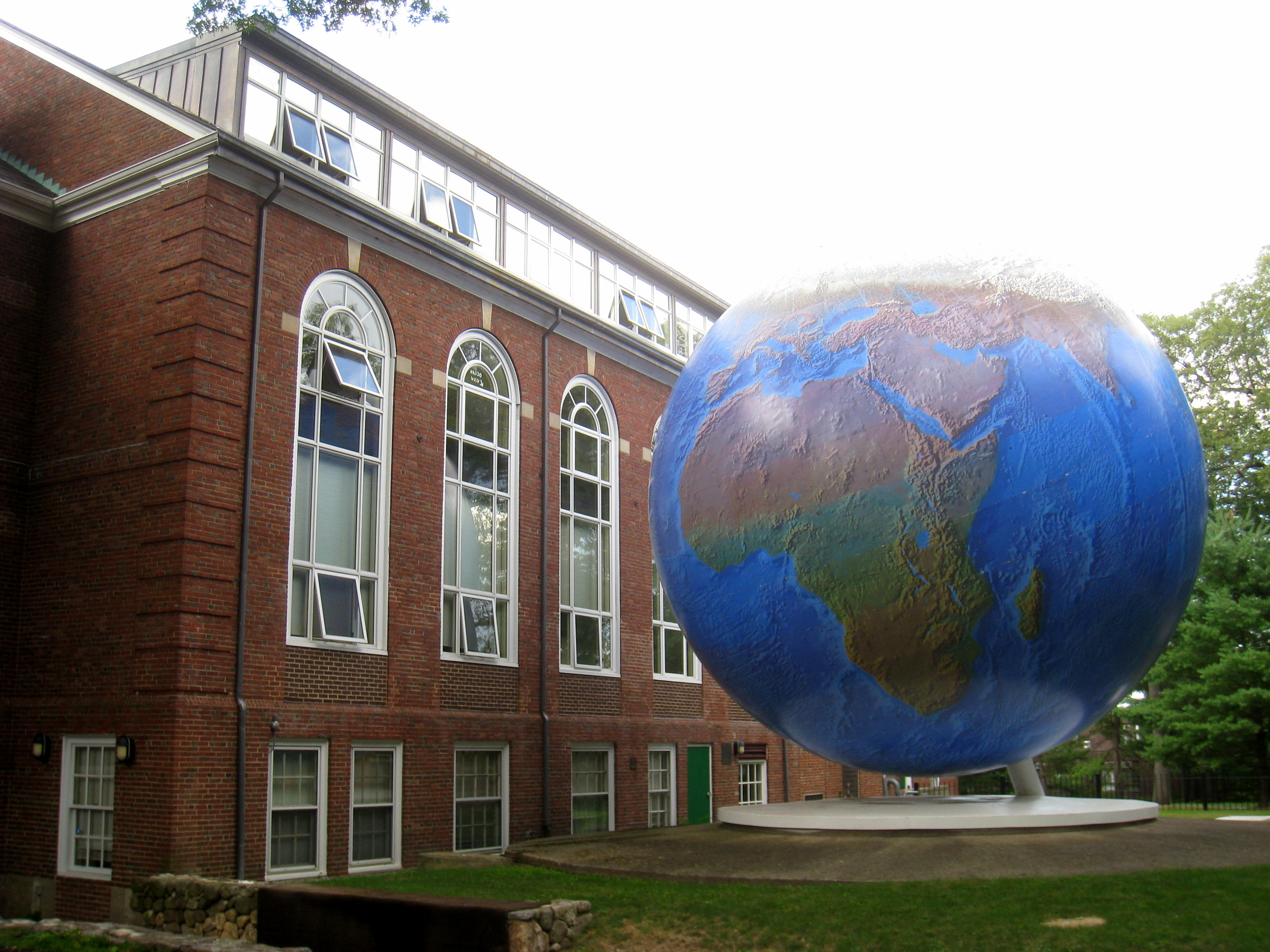
Babson College met voor het gebouw een globe. Deze globe is met een diameter van 8,5 meter een van de grootste ter wereld.

De Babson College is een Amerikaanse privébusinessschool in Wellesley, Massachusetts. De school werd op 3 september 1919 opgericht door Roger Babson. In 2008 had de school 3.439 leerlingen.

## Bekende oud-leerlingen
- Akio Toyoda - bestuursvoorzitter van Toyota (tevens kleinzoon van de oprichter van het bedrijf)
- Edsel Ford II - bestuurslid en vicepresident van de Ford Motor Company (tevens achterkleinzoon van Henry Ford)
- William D. Green - bestuursvoorzitter van Accenture
- William Haydon Burns - voormalig gouverneur van Florida

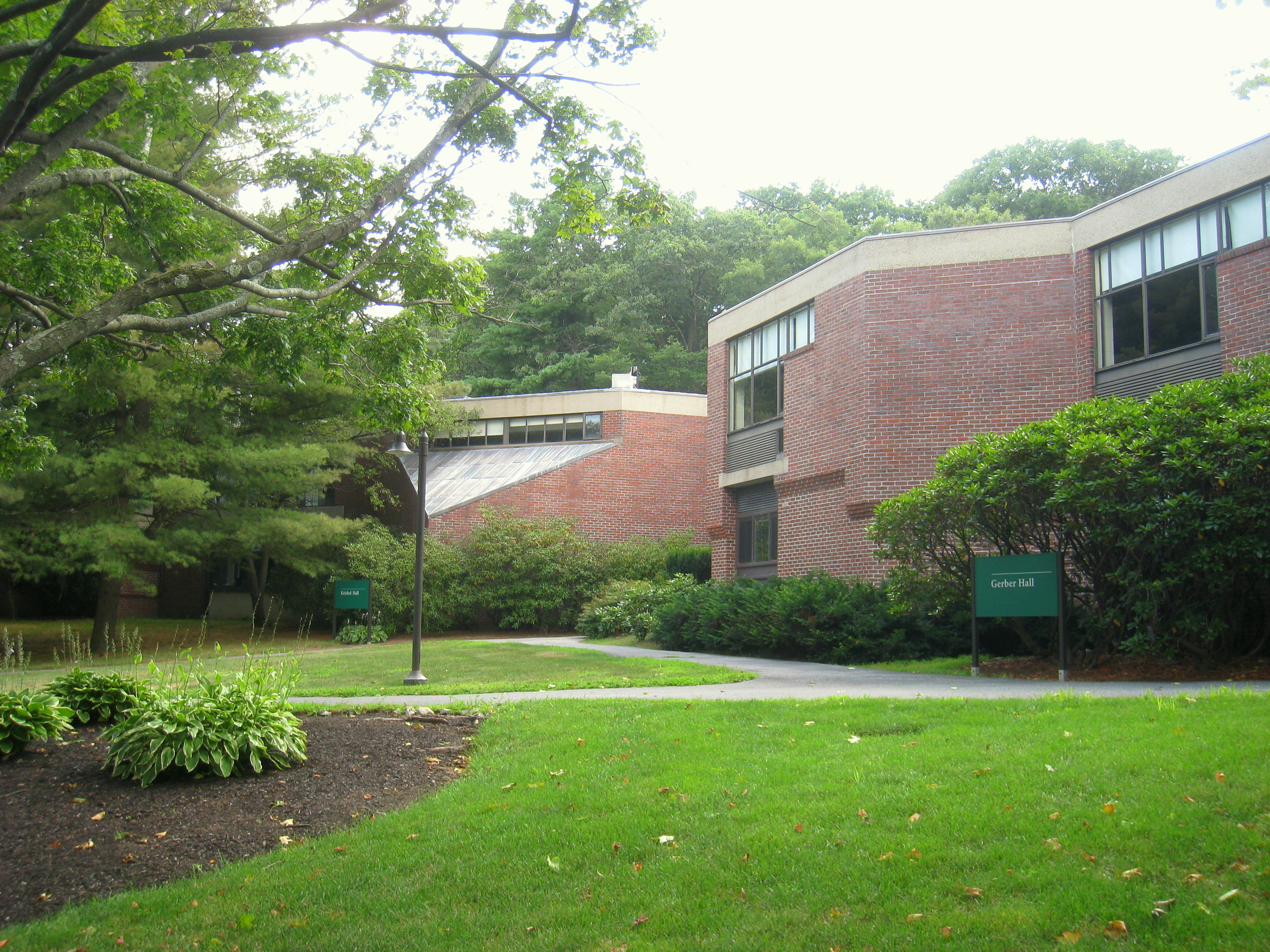
Gerber Hall en Kriebel Hall
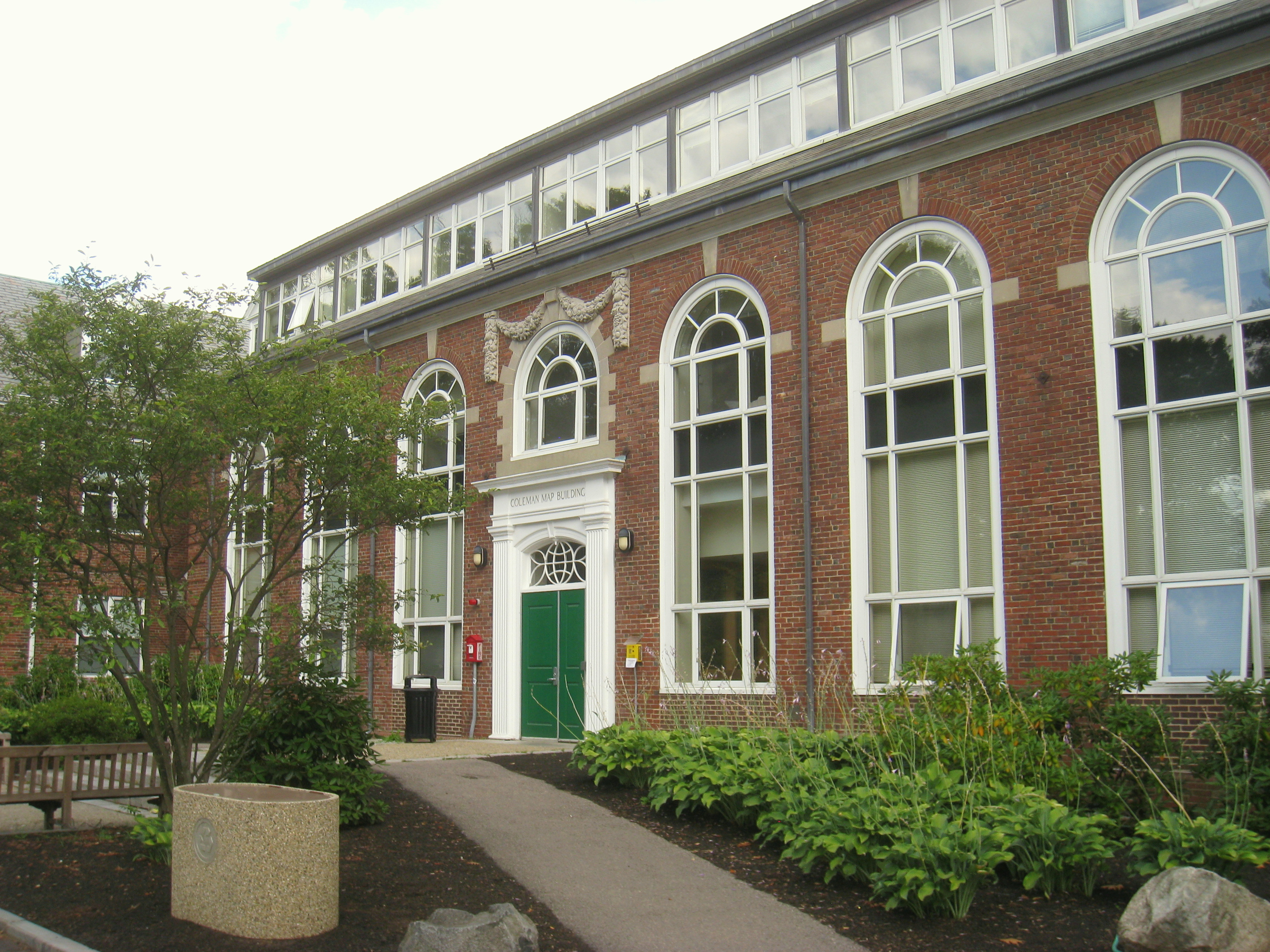
Coleman Map Building
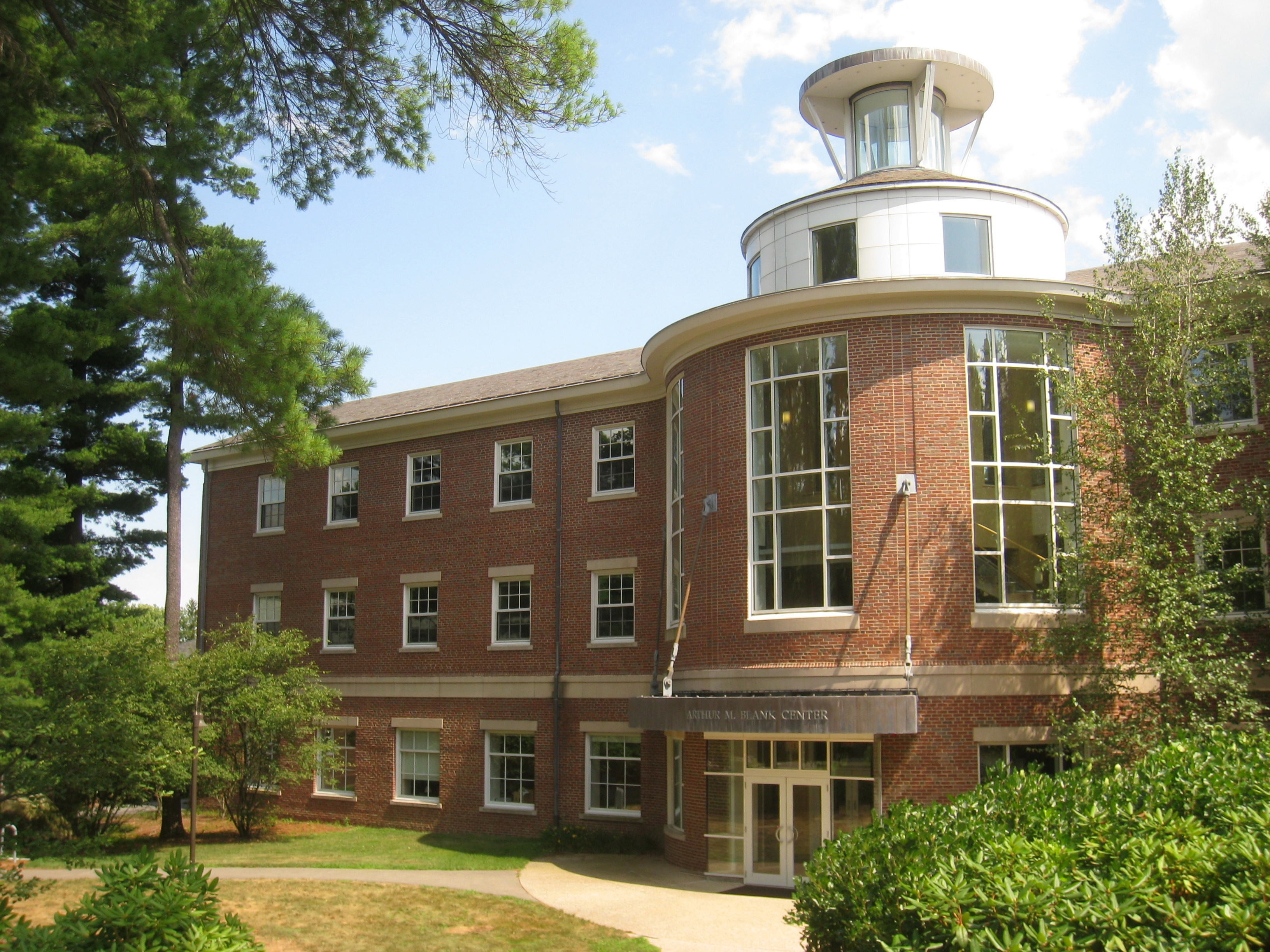
Arthur M. Blank Center
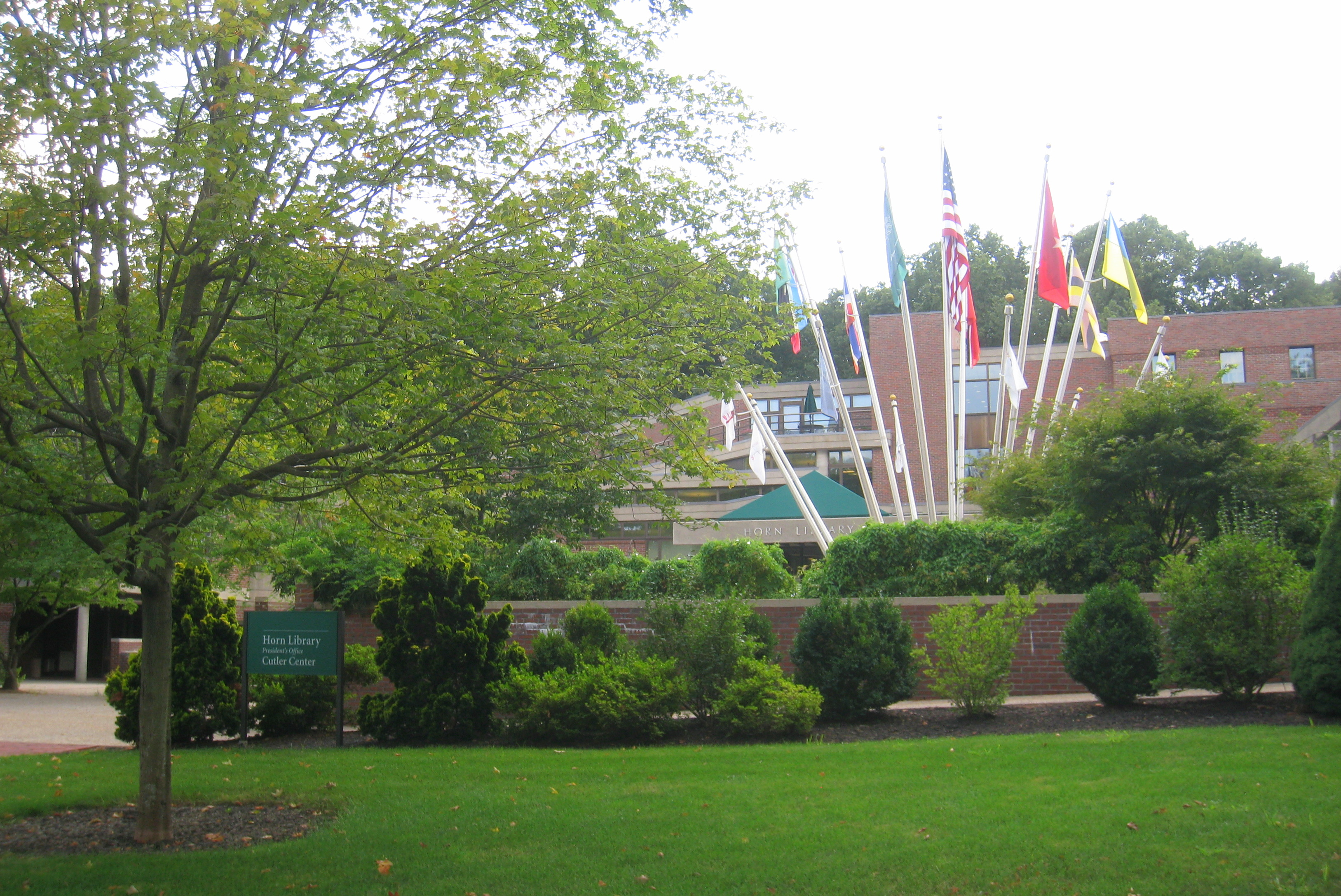
Horn Library